# Marco Bui
Marco Bui (nascido em 17 de outubro de 1977) é um ciclista profissional italiano que compete em provas de ciclismo de montanha.
O primeiro sucesso em sua carreira foi no ano de 2000, quando a equipe italiana composta por Bui, Leonardo Zanotti, Mirko Faranisi e Paola Pezzo ganhou a medalha de bronze no campeonato mundial de cross-country em Sierra Nevada.
Competiu nos Jogos Olímpicos de 2000 em Sydney, onde terminou na décima sexta posição no cross-country. Obteve o melhor desempenho quatro anos depois, em Atenas, quando terminou em décimo lugar competindo na mesma prova.